# Kabaena
Kabaena, en indonésien Pulau Kabaena, est une île d'Indonésie située dans la mer de Florès, au large de la péninsule sud-est de Sulawesi.